# 再死一次
《再死一次》（英語：The Dead Zone，繁體中文新版叫《死亡禁地》）是由美國小說家史蒂芬·金所創作；在1979年出版以超能力為題材的長篇小說。

## 劇情簡介
強尼·史密（Johnny Smith）小時在戶外溜冰時，意外翻倒讓頭部撞到地面上，這次意外讓強尼能夠突然對某些事情產生敏銳的靈感。
成年後強尼某一天遭遇車禍；隨後被送進醫院裡展開長達四年多的昏迷不起狀態。四年多後當強尼再度甦醒時，發現自己變成能透過與人的肢體接觸；來感應出與對方過去與未來相關一切的超能力者。
強尼之後雖以此能力解決了一些案件與災難，但也過著會被他人抱著異樣眼光的生活。隨後某日強尼感應到一位名叫格雷·提森（Greg Stillson）的政壇新星在未來將成為美國總統；但格雷內心不被眾人發覺的陰險性格將為導致國家走向滅亡一途。在得知格雷的存在後，強尼便對是否要暗中以暴力不理性的手段來去除格雷、讓自己及親人背負著醜惡名聲一事做出痛苦的決定。

## 與史蒂芬·金其它作品關聯
往後常在史蒂芬·金小說中作為背景舞台的虛構城鎮「城堡岩」（Castle Rock）於《再死一次》中首次出現，而《再死一次》中登場的城堡岩警長喬治·貝內曼（George Bannerman）於史蒂芬·金的1981年小說《狂犬庫丘》中有再次出現，另故事裡的變態殺人犯法蘭克·達德（Frank Dodd）也有在《狂犬庫丘》、以及《必需品專賣店》等以城堡岩為背景的小說裡提及。
另《再死一次》裡有提到史蒂芬·金的處女作《魔女嘉莉》一書的對話。

## 改編影視作品
由加拿大導演大衛·柯能堡將改編《再死一次》執導的電影《死亡禁地》於1983年上映，劇中的強尼與主要反派格雷分別由克里斯多夫·華肯及馬丁·辛擔任。後續美國USA電視台在2002至2007年期間製作播放長達6季的《再死一次》電視影集《死亡禁區》，此版本則是安東尼·麥可·霍爾與西恩·派翠克·福納瑞飾演強尼與格雷。

## 外部連結
- 史蒂芬·金官方網站上的《再死一次》書籍介紹 （页面存档备份，存于）（英文）